# アウルス・マンリウス・トルクァトゥス
アウルス・マンリウス・トルクァトゥス (Aulus Manlius Torquatus、生没年不明）紀元前2世紀初頭から中盤にかけての共和政ローマの政治家・軍人。紀元前164年に執政官（コンスル）を務めた。

## 出自
トルクァトゥスはパトリキ（貴族）のマンリウス氏族の出身である。彼以前の祖先だけでも、執政官を19回、執政武官を14回務めている。父アウルスは第二次ポエニ戦争中の紀元前208年、偉大な「ローマの剣」マルクス・クラウディウス・マルケッルスと共に、若くして戦死した。しかし、祖父ティトゥスは紀元前235年と紀元前224年に執政官を、紀元前231年にはケンソル（監察官）を、そして紀元前208年にはディクタトル（独裁官）を務めるほど有能な人物であった。祖父ティトゥスは厳格なことで知られており、特にカンナエの戦いでハンニバルの捕虜となったローマ兵の身代金支払いを拒否し、また多くの元老院議員が戦死したため、その補充としてラティウム同盟都市の代表を議員とする提案を拒否したりした。
トルクァトゥスには、紀元前165年に執政官を務めた兄ティトゥス・マンリウス・トルクァトゥスがいる。ローマの習慣では通常長男が父のプラエノーメン（第一名、個人名）を受け継ぐのだが、長男である兄は祖父の名を受け継ぎ、次男である自身は父の名をもらっている。
トルクァトゥスというコグノーメン（第三名、家族名）は、先祖であるティトゥス・マンリウス・インペリオススが紀元前361年にガリア人を一騎打ちで倒した後、その死体からトルク（首輪）を剥ぎ取り、自分の首にかけたことから、トルクァトゥスというアグノーメン（添え名、第四名）を名乗るようになり、その子孫はこれを家族名としたものである。その後、この首輪は一族の紋章となり、鋳造したコインに誇りを持ってトルクァトゥスの文字を入れた。インペリオスス・トルカトゥスもまた、彼の厳しさで有名で、軍律を破った自分の息子を処刑した「マンリウスの規律」で知られている。

## 経歴
トルクァトゥスが歴史に登場するのは、紀元前167年にプラエトルに就任したときである。くじ引きの結果、サルディニア属州の総督を務めることとなった。しかし、元老院の命令により刑事事件の調査を行うこととなり、サルディニアに赴任することはなかった。
紀元前164年、トルクァトゥスは執政官に就任した。同僚のプレブス（平民）執政官はクィントゥス・カッシウス・ロンギヌスであった。前年に執政官を務めた兄ティトゥスがトルクァトゥスの当選に力を貸したと思われる。
大プリニウスは、執政官経験者アウルス・マンリウス・トルクァトゥスが夕食中に急死したと書いている。これはこの記事のトルクァトゥスのことと思われる。

## 参考資料

### 古代の資料
- カピトリヌスのファスティ
- ティトゥス・リウィウス『ローマ建国史』『概略』
- ガイウス・プリニウス・セクンドゥス『博物誌』

### 研究書
- Münzer F. "Manlius 73". // Paulys Realencyclopädie der classischen Altertumswissenschaft (RE). Band XIV, 1. Stuttgart, 1928. 73.S. 1193.
- Broughton T. R. S., The Magistrates of the Roman Republic, American Philological Association, 1952.